# Baranyai Miklós
Baranyai Miklós (Gödöllő, 1934. július 15. – Hatvan, 1997. augusztus 17.) szemészorvos, politikus, országgyűlési képviselő.

## Életrajz

### Családja
Baranyai Miklós 1934-ben született Baranyai János református lelkész és Molnár Erzsébet gyermekeként. 1960-ban feleségül vette Macskásy Ottília orvost, akitől két gyermeke született, Árpád (1961) és Klára (1965).

### Élete
Veresegyházán, Gödöllőn és Budapesten tanult. A BOTE-n szerzett általános orvosi oklevelet. 1959-ben szemész 1970-ben aneszteziológus szakorvosi vizsgát tett.
Az Egri Megyei Kórház Szemészeti Osztályán gyakornokoskodott 1959 és 1961 között, majd a heves megyei Poroszló körzeti orvosaként és üzemorvosként tevékenykedett. A Hatvani Városi Kórház és az Albert Schweitzer Kórház segédorvosaként, majd szemész szakorvosaként és klinikai adjunktusaként dolgozott. 1977-től 1990-ig az Aneszteziológiai és Intenzív Terápiás Osztály osztályvezető főorvosa volt. A szemész szakma elismerését kivívta, mikor Hieronymus Bosch képeit elemezte szemészeti szempontok alapján. 1988-ban belépett a Magyar Demokrata Fórumba, és a párt hatvani szervezetének elnöke és országgyűlési képviselője lett. A parlamentben a Szociális, Családügyi és Egészségügyi Bizottság alelnökévé nevezték ki. 1990. augusztus 7-én lakásából kilépve, tisztázatlan körülmények között baleset érte. Kómába került, és soha többé nem tért magához. Emiatt nem tudta képviselői munkáját ellátni. Mandátuma a ciklus végéig megmaradt. 1997. augusztus 17-én hunyt el Hatvanban 63 éves korában.